# スター☆ドラフト会議
『スター☆ドラフト会議』（スター ドラフトかいぎ）は、日本テレビ系列で2011年4月12日から2013年3月5日まで火曜日22:00 - 22:54（JST）に放送されたバラエティ番組。キャッチコピーは「求ム。マツコ級の大型ルーキー!」、「ここからテレビ界のNEWスターが生まれます!」。略称は「スタドラ」。

## 概要
2010年12月18日13:30 - 14:30に『サタデーバリューフィーバー』で放送され、好評だったことから『魔女たちの22時』の後番組としてレギュラー化が決まった。
日本テレビがオーディション番組をレギュラー放送するのは『歌スタ!!』以来1年ぶりとなるが、大手芸能プロダクションが参加する総合オーディション番組は、1971年から1983年まで同局で放送された『スター誕生!』以来27年半ぶりとなる。
2013年4月改編に伴い、2013年3月5日の最終回2時間スペシャルをもって終了した。
2013年9月17日21:00 - 22:48には約半年ぶりの復活となる特別番組『復活!スター☆ドラフト会議 第5回最強ダンススターGP』が放送された。

## 内容
自薦・他薦により番組に応募した一般人や無名タレントが新たなテレビ界のスターを目指す。
「スター候補生」としてブレイクポイントがVTRで紹介された後、候補生がスタジオに出演し、パフォーマンス（歌、コント、一発芸、演技など）を行う。さらに、「イジリ隊」が候補生に様々な質問やムチャぶりをしてそれぞれのキャラクターやポテンシャルを引き出す。
候補生による「逆指名Time!」とスカウトマンからの質問タイムの後、パフォーマンスやイジリタイムを見届けた約25名のスカウトマンによる判定（「スカウティングTime!」）が行われる。スカウトマンは日本テレビ・読売テレビの番組プロデューサーやラジオ局、映画会社、広告代理店、芸能プロダクション、出版社、レコード会社、イベント企画会社などの業界関係者が務める。番組名や社名が書かれた札を上げたスカウトマンは収録後、候補生との出演交渉が可能になる。
番組から生まれたスターのその後の活躍を紹介するコーナーも放送されている。
2012年10月16日から内容を一部リニューアルした。

## 出演者

### MC
- くりぃむしちゅー（上田晋也・有田哲平）

スター候補生のプレゼンや補足情報の説明は有田が行う。上田には候補生に関する情報などは一切知らされておらず、プレゼン中の上田の立場はややイジリ隊に近い。
- マツコ・デラックス

スターゲストとともに登場する。その前にいくつかゲストの素性・感想を述べる。実質的にはMCというよりスカウトマンとしての役回り。
2012年10月16日以降はスター☆アドバイザーの一員として出演している。

### イジリ隊→スター☆アドバイザー
2012年10月16日から役回りがイジリ隊からスター☆アドバイザーに変わった。
- あき竹城
- 秋山竜次（ロバート）
- 有吉弘行
- 飯尾和樹（ずん）
- 生駒里奈（当時：乃木坂46）
- 伊集院光
- 磯野貴理子
- いとうあさこ
- 梅沢富美男
- オリエンタルラジオ（中田敦彦・藤森慎吾）
- 加賀美セイラ
- 片岡鶴太郎
- 狩野英孝
- 上地雄輔
- クリス松村
- 劇団ひとり
- ケンドーコバヤシ
- 河本準一（次長課長）
- 古坂大魔王
- 後藤輝基（フットボールアワー）
- 近藤春菜（ハリセンボン）
- 榊原郁恵
- 澤部佑（ハライチ）
- 沢村一樹
- SHELLY
- 陣内智則
- 杉村太蔵
- 杉山裕之（我が家）
- 鈴木奈々
- 関根勤
- 平愛梨
- 高橋茂雄（サバンナ）
- TAKAHIRO（EXILE）
- 高山一実（乃木坂46）
- 武田修宏
- 伊達みきお（サンドウィッチマン）
- 田中卓志（アンガールズ）
- 塚地武雅（ドランクドラゴン）
- テリー伊藤
- ドーキンズ英里奈
- 友近
- 菜々緒
- 西川史子
- 錦野旦
- 原口あきまさ
- はるな愛
- ピース（又吉直樹・綾部祐二）
- ビビる大木
- ヒャダイン
- 福田彩乃
- 松木安太郎
- 松嶋尚美（当時：オセロ）
- 松本明子
- ミッキー・カーチス
- ももいろクローバーZ
- 矢口真里
- 吉村崇（平成ノブシコブシ）
- 若林正恭（オードリー）
- 渡辺直美

### スカウトマン
2012年10月16日以降は番組内には出演せず、収録終了後に各自で交渉するシステムになった。
- テレビ局
  - 日本テレビの各番組
  - 日本テレビ映画事業部
  - 読売テレビの各番組
  - TOKYO MX
- ラジオ局
  - 文化放送
  - bayfm
  - ラジオ日本
- 映画会社
  - 角川映画
  - 松竹
- 広告代理店
  - 電通[4]

- 芸能プロダクション
  - アーティストハウス・ピラミッド
  - エイジアプロモーション
  - エイベックス・マネジメント
  - ヴィジョンファクトリー
  - 太田プロダクション
  - オスカープロモーション
  - ケイダッシュ
  - サンズエンタテインメント
  - サンミュージックプロダクション
  - シンクバンク
  - スターダストプロモーション
  - スターワークス
  - バーニングプロダクション
  - プロダクション尾木
  - ホリプロ
  - ボン・イマージュ
  - マセキ芸能社
  - ワタナベエンターテインメント

- 出版社
  - AneCan
  - anan
  - S Cawaii!
  - CanCam
  - 月刊TVガイド
  - JJ
  - 週刊SPA!
  - 主婦と生活社
  - 小学一年生
  - 小学二年生
  - 小学三年生
  - 小学四年生
  - Tarzan
  - TVガイド
  - TV Bros.
  - 美的
  - メンズエッグ
  - メンズエッグユース

- レコード会社
  - EMIミュージック・ジャパン
  - エイベックス・エンタテインメント
  - A-Sketch
  - キングレコード
  - ソニー・ミュージックレコーズ
  - 日本クラウン
  - バップ
  - ビクターエンタテインメント
  - ポニーキャニオン
  - ユニバーサルミュージック
  - ワーナーミュージック・ジャパン
- ファッションイベント
  - ガールズアワード
  - 東京ガールズコレクション

- イベントプロデューサー
- イベントキャスティング
- CMキャスティング
- コピーライター

## ネット局
| 放送対象地域   | 放送局                                          | 系列                           | 放送曜日・時間       |
| -------------- | ----------------------------------------------- | ------------------------------ | -------------------- |
| 関東広域圏     | 日本テレビ（NTV） 『スター☆ドラフト会議』制作局 | 日本テレビ系列                 | 火曜日 22:00 - 22:54 |
| 北海道         | 札幌テレビ（STV）                               | 日本テレビ系列                 | 火曜日 22:00 - 22:54 |
| 青森県         | 青森放送（RAB）                                 | 日本テレビ系列                 | 火曜日 22:00 - 22:54 |
| 岩手県         | テレビ岩手（TVI）                               | 日本テレビ系列                 | 火曜日 22:00 - 22:54 |
| 宮城県         | ミヤギテレビ（MMT）                             | 日本テレビ系列                 | 火曜日 22:00 - 22:54 |
| 秋田県         | 秋田放送（ABS）                                 | 日本テレビ系列                 | 火曜日 22:00 - 22:54 |
| 山形県         | 山形放送（YBC）                                 | 日本テレビ系列                 | 火曜日 22:00 - 22:54 |
| 福島県         | 福島中央テレビ（FCT）                           | 日本テレビ系列                 | 火曜日 22:00 - 22:54 |
| 山梨県         | 山梨放送（YBS）                                 | 日本テレビ系列                 | 火曜日 22:00 - 22:54 |
| 新潟県         | テレビ新潟（TeNY）                              | 日本テレビ系列                 | 火曜日 22:00 - 22:54 |
| 長野県         | テレビ信州（TSB）                               | 日本テレビ系列                 | 火曜日 22:00 - 22:54 |
| 静岡県         | 静岡第一テレビ（SDT）                           | 日本テレビ系列                 | 火曜日 22:00 - 22:54 |
| 富山県         | 北日本放送（KNB）                               | 日本テレビ系列                 | 火曜日 22:00 - 22:54 |
| 石川県         | テレビ金沢（KTK）                               | 日本テレビ系列                 | 火曜日 22:00 - 22:54 |
| 福井県         | 福井放送（FBC）                                 | 日本テレビ系列／テレビ朝日系列 | 火曜日 22:00 - 22:54 |
| 中京広域圏     | 中京テレビ（CTV）                               | 日本テレビ系列                 | 火曜日 22:00 - 22:54 |
| 近畿広域圏     | 読売テレビ（ytv）                               | 日本テレビ系列                 | 火曜日 22:00 - 22:54 |
| 鳥取県・島根県 | 日本海テレビ（NKT）                             | 日本テレビ系列                 | 火曜日 22:00 - 22:54 |
| 広島県         | 広島テレビ（HTV）                               | 日本テレビ系列                 | 火曜日 22:00 - 22:54 |
| 山口県         | 山口放送（KRY）                                 | 日本テレビ系列                 | 火曜日 22:00 - 22:54 |
| 徳島県         | 四国放送（JRT）                                 | 日本テレビ系列                 | 火曜日 22:00 - 22:54 |
| 香川県・岡山県 | 西日本放送（RNC）                               | 日本テレビ系列                 | 火曜日 22:00 - 22:54 |
| 愛媛県         | 南海放送（RNB）                                 | 日本テレビ系列                 | 火曜日 22:00 - 22:54 |
| 高知県         | 高知放送（RKC）                                 | 日本テレビ系列                 | 火曜日 22:00 - 22:54 |
| 福岡県         | 福岡放送（FBS）                                 | 日本テレビ系列                 | 火曜日 22:00 - 22:54 |
| 長崎県         | 長崎国際テレビ（NIB）                           | 日本テレビ系列                 | 火曜日 22:00 - 22:54 |
| 熊本県         | くまもと県民テレビ（KKT）                       | 日本テレビ系列                 | 火曜日 22:00 - 22:54 |
| 鹿児島県       | 鹿児島読売テレビ（KYT）                         | 日本テレビ系列                 | 火曜日 22:00 - 22:54 |
| 沖縄県         | 琉球放送（RBC）                                 | TBS系列                        | 月曜日 23:50 - 24:50 |

## スタッフ

### レギュラー版
- ナレーション：服部伴蔵門
- 総合演出・企画：髙橋利之
- 構成：桜井慎一、アリエシュンスケ、利光宏治、鈴木おさむ
- TM：江村多加司
- SW：米田博之
- カメラ：日向野崇
- MIX：中山貴晴
- 調整：三山隆浩
- 照明：木村弥史
- 編集：椎名友教、斉藤良太、一戸勇人、小田健二、岩成伸、松沢章
- MA：高山元
- 音効：高取謙
- 美術：佐藤千穂
- デザイン：平岡真穂
- 大道具：鈴木悠輔
- マルチ：ミジェット
- CGデザイン：キャニットG
- 技術協力：ヌーベルバーグ、NiTRo
- 美術協力：日本テレビアート
- 協力：AGASUS
- 制作デスク：府川麻衣子、北谷みづき（北谷→2011年6月28日 - ）
- TK：竹島祐子
- 編成：横田崇、吉無田剛（共に2012年12月4日 - ）
- 宣伝：柳沢典子
- リサーチ：宮内智弘、安田聡太、西田理恵、岩井和美、明田有紀子、佐藤直也、三品晶子、今井翔子、岡田智樹
- 演出補：山岡恭典、川井裕也、妹尾友祐、鈴木智子、稲葉芳士、藤島沙耶佳、吉田傑、田中義巳、安孝貞、萬俊之、山本絵里子、大場賢也、伊賀瑛里子、鹿子木美夏、村岡宏子、徳田勇一、高戸佳祐、蟻坂江梨奈、野宮翔太、山下謙、春名美里、高橋志帆、大川太郎、松田真由香、渡邊勇介、村松佑亮、伊藤春香、大槻将之、山口弘美、渡辺邦宏、小田政利
- AP：黒崎健一、猪瀬修代、渡辺秀一、近田雅美、吉永紗弥子、矢嶋麻実
- ディレクター：中野誠、田中真之、小野日出紀、道下貴之、村田欣也、森田篤、唐沢宏一、櫛田健太郎、中島孝志、小田清仁、内田誠司（内田→以前は演出補）、落合圭太、塚田秋春、笠原裕、吉倉瑞穂、春山正宏（春山→以前は演出補）、卯目速人、佐藤一輝、関根健二、杉本泰規（杉本→以前は演出補）、伊藤高史、早川多祐
- 演出：鈴木豊人、宮森宏樹、川平秀二、文野甲、舟澤謙二、長久弦【毎週1人担当、その他はディレクター】
- プロデューサー：道坂忠久、岩下英恵／三浦佳憲、大泉正太、斎藤みさ子、名田雅哉、渡部祐一、長瀬徹（渡部・長瀬→2011年7月12日 - ）、成子美里（以前はAP）、内海昇（2012年9月4日 - ）／田中宏史（2012年6月19日 - ）
- チーフプロデューサー：菅賢治（2012年6月19日 - ）
- 制作協力：いまじん、ZION、モスキート、ザ・ワークス
- 製作著作：日本テレビ

### 過去のスタッフ（レギュラー版）
- 調整：塩原和益、石山実
- VTR：高橋卓（以前は調整）
- 編集：関原忍
- MA：兒子仁
- 美術：林健一
- デザイン：星野充紀
- 制作デスク：大橋真理（2011年4月12日 - 6月21日）
- 編成：鯉渕友康、東井文太（鯉渕・東井→2011年4月12日 - 6月28日）、糸井聖一（2011年7月5日 - 12月13日）、小野隆史（2011年7月5日 - 2012年5月29日）、稲垣眞一（2012年1月3日 - 5月29日）、鬼頭直孝、下田明宏（鬼頭・下田→2012年6月19日 - 11月27日）
- リサーチ：近藤宏昌、坂本薫美、山口真知子、大森智仁、高木洋志、下川悟、長谷川歩、林秀樹、櫛引孝志／羽柴千晶
- 演出補：五十嵐篤也、伊藤俊輔、余語風香、堀川徹也、永野豪、大河原洋史、満園綾香、桜田満
- AP：加藤千穂、岸加苗、吉峰香美、反り目尚美、百瀬和幸、山本千穂
- ディレクター：長縄亮、松田由紀子、岡本映子、栗原利典、菊地泰子、宮部智泰、深坂崇夫、川本良樹、横森敦、倉田敬之
- 演出：平山建司（以前はディレクター）
- プロデューサー：金佐智絵、髙松明央、進藤紘孝
- チーフプロデューサー：松岡至（2011年4月12日 - 2012年5月29日）[注 2]

### 復活特番（2013年9月17日放送分）
- 総合演出・企画：高橋利之
- 構成：桜井慎一、アリエシュンスケ、利光宏治
- TM：江村多加司
- SW：米田博之
- カメラ：日向野崇
- MIX：中山貴晴
- 調整：三山隆浩
- 照明：河内俊明
- 編集：椎名友教、斉藤良太
- MA：高山元
- 音効：高取謙
- 美術：佐藤千穂
- デザイン：平岡真穂
- マルチ：ミジェット
- CGデザイン：キャニットG
- 美術協力：日テレアート
- 技術協力：NiTRo、ヌーベルバーグ
- 制作デスク：府川麻衣子
- TK：竹島祐子
- 編成：横田崇
- 広報：柳沢典子
- リサーチ：明田有紀子、佐藤直也、佐藤雄基
- 演出補：田辺貴之、鈴石貴宏、小田政利、鈴木智子、徳田勇一、稲葉芳士
- AP：矢嶋麻実、近田雅美、平山美由紀
- ディレクター：鈴木豊人、村田欣也、落合圭太、杉本泰規、伊藤高史、中島孝志、佐藤一輝、関根健二、小野日出紀、内田誠司
- 演出：川平秀二
- プロデューサー：道坂忠久、岩下英恵／長瀬徹、名田雅哉、成子美里、大泉正太、斎藤みさ子
- チーフプロデューサー：田中宏史
- 制作協力：ZION、いまじん、モスキート、THE WORKS
- 製作著作：日本テレビ

### パイロット版（2010年12月18日放送分）
- 総合演出・企画：高橋利之
- 構成：桜井慎一、アリエシュンスケ
- TM：江村多加司
- SW：米田博之
- カメラ：日向野崇
- 音声：大島康彦
- VE：三山隆浩
- 照明：木村弥史
- モニター：小内一豊
- 音効：高取謙
- 編集：尾形義浩、関原忍
- MA：兒子仁
- 美術：林健一
- デザイン：星野充紀
- CGデザイン：キャニットG
- 技術協力：ヌーベルバーグ、コスモスペース
- 美術協力：日本テレビアート
- 制作デスク：満本清美
- TK：竹島祐子
- 広報：斎藤貴美子
- 編成：東井文太、鯉渕友康、吉田絵
- リサーチ：羽柴千晶、宮内智弘
- 演出補：山形和也
- AP：岩下英恵、長瀬徹
- ディレクター：市川隆、宮崎笑子、櫛田健太郎、清水奈津子
- 演出：川平秀二、文野甲
- プロデューサー：田中宏史
- チーフプロデューサー：松岡至
- 制作協力：ZION
- 製作著作：日本テレビ

## 備考
- 2012年1月3日18:30 - 22:48の4時間半スペシャルは特別編『日本人が好きな100人のスター』として放送された。
- 2012年2月28日21:00 - 22:48の2時間スペシャルは特別編『スター誕生の瞬間!解禁!20人のスター伝説』として放送された。
- 2012年4月3日21:00 - 23:08の2時間超スペシャルは特別編『第1回最強ダンススター決定戦SP』として放送された。